# Avenue of Stars (Hongkong)
Die Avenue of Stars, kurz AoS (chinesisch 香港星光大道, Pinyin Xiānggǎng Xīngguāng Dàdào, Jyutping Hoeng1gong2 Sing1gwong1 Daai6dou6) ist eine Fußgängerzone in Hongkong, auf der sich nach dem Vorbild des Hollywood Walk of Fame in Los Angeles in einer Reihe von goldenen Sternen die Namen und Handabdrücke berühmter Filmstars des Hongkong-Kinos befinden. Einzelne Personen werden durch Skulpturen oder Statuen besonders hervorgehoben.

## Geografie
Die 440 Meter lange Avenue of Stars befindet sich am westlichen Abschnitt der etwa 1,6 km langen Uferpromenade von Tsim Sha Tsui (englisch Tsim Sha Tsui Promenade) am Victoria-Hafen. Die Promenade liegt in direkter Nähe zum Hong Kong Museum of Art und dem Salisbury Garden im Stadtteil Tsim Sha Tsui des Yau Tsim Mong Districts von Kowloon.

## Geschichte
Die Anfänge des heutigen Avenue of Stars beginnt 1982 mit dem Bau einer Uferpromenade durch den Hongkonger Immobiliengesellschaft und -entwickler New World Development um dessen privaten Einkaufs- und Bürokomplex, New World Centre ⊙, im Osten von Tsim Sha Tsui (englisch Tsim Sha Tsui East). Sie verläuft entlang der Salisbury Road direkt am Hafenbecken in Kowloon. Am 23. Mai 2003 verkündet das lokale Bauunternehmen 40 Mio. HKD für den Bau des Projekts Avenue of Stars zu spenden, das von verschiedenen Organen der Hongkonger Regierung wie beispielsweise das „Büro für Tourismus“ (englisch Hong Kong Tourism Board), der „Tourismuskommission“ (englisch Tourism Commission) und das „Amt für Einrichtung und Dienstleistung zur Erholung und Kultur“ (englisch Leisure and Cultural Services Department) sowie der „Hongkonger Filmpreisverband“ (englisch Hong Kong Film Awards Association) unterstützt wurden. Dafür wurde die Unternehmensgruppe von der Hongkonger Regierung mit einem Vertrag mit 20-jähriger Laufzeit zur Instandhaltung und Management belohnt.
Am 27. April 2004 wurde die Avenue of Stars durch verschiedene Regierungsvertreter sowie Vertreter der Hongkonger Filmwirtschaft und des Bauunternehmens feierlich eröffnet. Dabei wurde der privat finanzierte Bau offiziell an die öffentliche Hand übergeben und künftig durch die Hongkonger Regierung verwaltet. Einen Tag später am 28. April 2004 war die Promenade offiziell für die Öffentlichkeit und Besucherverkehr zugänglich. Nach behördliche Angaben zog die Promenade allein in den ersten acht Monaten nach der Eröffnung etwa 15 Mio. Besucher an.
Aufgrund von Umbauarbeiten am Hongkong Museum of Art (seit 2015) sind sowohl das Museum als auch die Avenue of Stars zwecks Renovierung geschlossen. Während der Umbauphase wurden einige wenige Statuen und Handabdrücke der Filmstars zu den Ausstellungen zum Thema Film in den „The Garden of Stars“ einige Fußminuten östlich auf der Salisbury Road temporär versetzt und wiederaufgebaut, so dass man als Besucher diese dort weiterhin sehen können. Zu diesem Zweck wurde der „Tsim Sha Tsui East Waterfront Podium Garden“ (尖沙咀東海濱平台花園) in „The Garden of Stars“ umbenannt. Nach der voraussichtlich dreijährigen Renovierungszeit bis Ende 2018 werden beide Bauten der Öffentlichkeit wieder zugänglich sein. Aufgrund Bauverzögerung ist der Wiedereröffnungstermin auf Februar 2019 verschoben.

## Liste der Geehrten
| # | Name a                   | 中文 a   | Pinyin          | Geburtsort | Jahrgang  | Nation.                         | Wohnort    | Tätigkeit      | Bild | Stern | Kommentar                                |
| --- | ------------------------ | -------- | --------------- | ---------- | --------- | ------------------------------- | ---------- | -------------- | ---- | ----- | ---------------------------------------- |
| 1 b | Lai Man Wai              | 黎民偉   | Lí, Mínwěi      | Yokohama   | 1893–1953 | Hongkong                        | Hongkong   | Regisseur      |      | —     | „Vater der Hongkong-Filme“               |
| 2 | Florence Lim             | 林楚楚   | Lín, Chǔchǔ     | Vancouver  | 1905–1979 | Hongkong Kanada                 | Hongkong   | Schauspielerin | —    | —     | aka Lim Cho Cho; Lai Man Wais Ehefrau    |
| 3 | Butterfly Wu             | 胡蝶     | Hú, Dié         | Shanghai   | 1907–1989 | Hongkong Kanada                 | Vancouver  | Schauspielerin |      | —     | aka Butterfly Hu, Hu Die                 |
| 4 | Run Run Shaw             | 邵逸夫   | Shào, Yìfū      | Ningbo     | 1907–2014 | Hongkong                        | Hongkong   | Medienuntern.  |      |       | Mitbegründer v. SB, TVB                  |
| 5 | Wong Man Lei             | 黃曼梨   | Huáng, Mànlí    | Hongkong   | 1913–1998 | Hongkong                        | Hongkong   | Schauspielerin | —    | —     | —                                        |
| 6 | Zhu Shi Lin              | 朱石麟   | Zhū, Shílín     | Taicang    | 1899–1967 | Hongkong                        | Hongkong   | Regisseur      | —    | —     | —                                        |
| 7 | Tso Tat Wah              | 曹達華   | Cáo, Dáhuá      | Taishan    | 1915–2007 | Hongkong Vereinigtes Konigreich | London     | Schauspieler   | —    | —     | —                                        |
| 8 | Lo Duen                  | 盧敦     | Lú, Dūn         | Guangzhou  | 1911–2000 | Hongkong                        | Hongkong   | Schauspieler   | —    | —     | Drehbuchautor                            |
| 9 | Griffin Yue Feng         | 岳楓     | Yuè, Fēng       | Shanghai   | 1909–1999 | Hongkong                        | Hongkong   | Regisseur      |      | —     | Drehbuchautor                            |
| 10 | Kwan Tak Hing            | 關德興   | Guān, Déxīng    | Guangzhou  | 1905–1996 | Hongkong                        | Hongkong   | Schauspieler   | —    | —     | Huangmei-Oper                            |
| 11 | Cheung Wood Yau          | 張活游   | Zhāng, Huóyóu   | Hongkong   | 1910–1985 | Hongkong                        | Hongkong   | Schauspieler   | —    | —     | Kanton-Oper                              |
| 12 | Ng Cho Fan               | 吳楚帆   | Wú, Chǔfān      | Yokohama   | 1911–2000 | Hongkong Kanada                 | Ottawa     | Schauspieler   | —    | —     | —                                        |
| 13 | Sun Ma Si Tsang          | 新馬師曾 | Xīn Mǎ Shīzēng  | Foshan     | 1916–1997 | Hongkong                        | Hongkong   | Schauspieler   |      | —     | Kanton-Oper, eigentlich Tang Wing-Cheung |
| 14 | Pak Yin                  | 白燕     | Bái, Yān        | Guangzhou  | 1920–1987 | Hongkong                        | Hongkong   | Schauspielerin | —    | —     | —                                        |
| 15 | Zhou Xuan                | 周璇     | Zhōu, Xuán      | Changzhou  | 1918–1957 | Hongkong                        | Shanghai   | Schauspielerin |      | —     | Sängerin                                 |
| 16 | Cheung Ying              | 張瑛     | Zhāng, Yīng     | Fujian     | 1919–1984 | Hongkong                        | Hongkong   | Schauspieler   | —    | —     | Regisseur                                |
| 17 | Lee Tit                  | 李鐵     | Lǐ, Tiě         | Hongkong   | 1913–1996 | Hongkong                        | Hongkong   | Regisseur      | —    | —     | Drehbuchautor, Schauspieler              |
| 18 | Wu Pang                  | 胡鵬     | Hú, Péng        | Shanghai   | 1909–2000 | Hongkong                        | Hongkong   | Regisseur      | —    | —     | „Wong Fei Hung“-Regisseur                |
| 19 | Yam Kim Fai              | 任劍輝   | Rén, Jiànhuī    | Foshan     | 1913–1989 | Hongkong Kanada                 | Hongkong   | Schauspielerin |      | —     | Kanton-Oper – männl. Rolle               |
| 20 | Shek Kin                 | 石堅     | Shí, Jiān       | Guangzhou  | 1913–2009 | Hongkong                        | Hongkong   | Schauspieler   | —    | —     | —                                        |
| 21 | Teresa Li Li Hua         | 李麗華   | Lǐ, Lìhuá       | Shanghai   | 1924–2017 | Hongkong Vereinigte Staaten     | Hongkong   | Schauspielerin |      | —     | Sängerin                                 |
| 22 | Bai Guang                | 白光     | Bái, Guāng      | Peking     | 1921–1999 | China Volksrepublik             | Kuala L.   | Schauspielerin |      | —     | Sängerin                                 |
| 23 | Ng Wui                   | 吳回     | Wú, Huí         | Guangzhou  | 1913–1996 | Hongkong                        | Hongkong   | Regisseur      | —    | —     | Schauspieler                             |
| 24 | Pak Suet Sin             | 白雪仙   | Bái, Xuěxiān    | Guangzhou  | 1928–     | Hongkong Kanada                 | Hongkong   | Schauspielerin | —    | —     | Kanton-Oper                              |
| 25 | Hung Sin Nui             | 紅線女   | Hóng, Xiànnǚ    | Guangzhou  | 1924–2013 | China Volksrepublik Hongkong    | Guangzhou  | Schauspieler   | —    | —     | —                                        |
| 26 | Chun Kim                 | 秦劍     | Qín, Jiàn       | Hongkong   | 1925–1969 | Hongkong                        | Hongkong   | Regisseur      | —    | —     | Drehbuchautor                            |
| 27 | Yu So Chow               | 于素秋   | Yú, Sùqiū       | Peking     | 1928–2017 | Hongkong Vereinigte Staaten     | San Fran.  | Schauspielerin | —    | —     | Peking-Oper                              |
| 28 | Leung Sing Po            | 梁醒波   | Liáng, Xǐngbō   | Singapur   | 1913–2009 | Hongkong                        | Hongkong   | Schauspieler   | —    | —     | Kanton-Oper                              |
| 29 | Tang Kei Chen            | 鄧寄塵   | Dèng, Jìchén    | Foshan     | 1912–1991 | Hongkong Kanada                 | L.A.       | Schauspieler   | —    | —     | Radiosprecher, Regisseur                 |
| 30 | Tang Bik Wan             | 鄧碧雲   | Dèng, Bìyún     | Guangzhou  | 1926–1991 | Hongkong                        | Hongkong   | Schauspielerin | —    |       | —                                        |
| 31 | Fong Yim Fun             | 芳豔芬   | Fāng, Yànfēn    | Guangzhou  | 1928–     | Hongkong                        | Hongkong   | Schauspielerin | —    | —     | Sängerin, Kanton-Oper                    |
| 32 | Hsia Moon                | 夏夢     | Xià, Mèng       | Shanghai   | 1933–2016 | Hongkong                        | Hongkong   | Schauspielerin | —    | —     | Produzentin                              |
| 33 | Linda Lin Dai            | 林黛     | Lín, Dài        | Nanning    | 1934–1964 | Hongkong                        | Hongkong   | Schauspielerin | —    | —     | Linguistin                               |
| 34 | Wu Fung                  | 胡楓     | Hù, Fēng        | Guangzhou  | 1932–     | Hongkong                        | Hongkong   | Schauspieler   |      | —     | Moderator                                |
| 35 | Lucilla You Min          | 尤敏     | Yóu, Mǐn        | Hongkong   | 1936–1996 | Hongkong Vereinigtes Konigreich | Hongkong   | Schauspielerin | —    | —     | Verwandt mit Yam Kim Fai                 |
| 36 | Patrick Tse Yin          | 謝賢     | Xiè, Xián       | Guangzhou  | 1936–     | Hongkong Kanada                 | Hongkong   | Schauspieler   | —    | —     | Regisseur, Produzent                     |
| 37 | Li Han Hsiang            | 李翰祥   | Lǐ, Hànxiáng    | Jinxi      | 1926–1996 | Taiwan                          | Peking     | Regisseur      | —    | —     | —                                        |
| 38 | Loke Wan Tho             | 陸運濤   | Lù Yùntāo       | Kuala L.   | 1915–1964 | Malaysia                        | Kuala L.   | Medienuntern.  |      |       | Produzent, Kinobetreiber                 |
| 39 | Roy Chiao                | 喬宏     | Qiáo, Hóng      | Shanghai   | 1927–1999 | Hongkong Vereinigte Staaten     | Seattle    | Schauspieler   | —    | —     | —                                        |
| 40 | Patricia Lam Fung        | 林鳳     | Lín, Fèng       | Jiangmen   | 1941–1976 | Hongkong                        | Hongkong   | Schauspielerin | —    | —     | —                                        |
| 41 | Chang Cheh               | 張徹     | Zhāng, Chè      | Shanghai   | 1923–2002 | Hongkong                        | Hongkong   | Regisseur      | —    | —     | Drehbuchautor                            |
| 42 | Chor Yuen                | 楚原     | Chǔ, Yuán       | Guangzhou  | 1934–2022 | Hongkong                        | Hongkong   | Regisseur      | —    |       | Drehbuchautor, Schauspieler              |
| 43 | King Hu                  | 胡金銓   | Hú, Jīnquán     | Peking     | 1932–1997 | Taiwan                          | Taipeh     | Regisseur      | —    | —     | Drehbuchautor                            |
| 44 | Ivy Ling Po              | 凌波     | Líng, Bō        | Shantou    | 1939–     | Hongkong Kanada                 | Toronto    | Schauspielerin | —    | —     | Singerin                                 |
| 45 | Connie Chan Po Chu       | 陳寶珠   | Chén, Bǎozhū    | Guangzhou  | 1947–     | Hongkong Vereinigte Staaten     | Hongkong   | Schauspielerin | —    | —     | Kanton-Oper, Film                        |
| 46 | Josephine Siao Fong Fong | 蕭芳芳   | Xiāo, Fāngfāng  | Shanghai   | 1947–     | Hongkong Australien             | Hongkong   | Schauspielerin | —    |       | Psychologin                              |
| 47 | Petrina Fung Bo Bo       | 馮寶寶   | Féng, Bǎobao    | Sandakan   | 1953–     | Hongkong                        | Penang     | Schauspielerin |      | —     | —                                        |
| 48 | Jimmy Wang Yu            | 王羽     | Wáng, Yǔ        | Shanghai   | 1943–2022 | Hongkong Taiwan                 | Taipeh     | Schauspieler   | —    | —     | Regisseur, Produzent                     |
| 49 | Tommy Ti Lung            | 狄龍     | Dí, Lóng        | Jiangmen   | 1946–     | Hongkong                        | Hongkong   | Schauspieler   | —    | —     | —                                        |
| 50 | David Chiang             | 姜大衞   | Jiāng, Dàwèi    | Shanghai   | 1947–     | Hongkong Kanada                 | Hongkong   | Schauspieler   | —    |       | Regisseur                                |
| 51 | Leonard Ho Kwong Cheong  | 何冠昌   | Hé, Guānchāng   | Hongkong   | 1925–1997 | Hongkong                        | Hongkong   | Medienuntern.  | —    | —     | Produzent, Gründer v. G.H.               |
| 52 | Raymond Chow             | 鄒文懷   | Zōu, Wénhuái    | Hongkong   | 1927–2018 | Hongkong                        | Hongkong   | Medienuntern.  | —    |       | Regisseur, Gründer v. G.H.               |
| 53 | Bruce Lee                | 李小龍   | Lǐ, Xiǎolóng    | San Fran.  | 1940–1973 | Hongkong Vereinigte Staaten     | Hongkong   | Schauspieler   | —    |       | Kampfkünstler                            |
| 54 | Ng See Yuen              | 吳思遠   | Wú, Sīyuǎn      | Shanghai   | 1944–     | Hongkong                        | Hongkong   | Regisseur      |      | —     | Produzent                                |
| 55 | Michael Hui              | 許冠文   | Xǔ, Guànwén     | Guangzhou  | 1942–     | Hongkong                        | Hongkong   | Regisseur      |      | —     | Drehbuchautor, Schauspieler              |
| 56 | Sam Hui                  | 許冠傑   | Xǔ, Guànjié     | Guangzhou  | 1948–     | Hongkong                        | Hongkong   | Schauspieler   |      |       | Sänger                                   |
| 57 | Brigitte Lin Ching Hsia  | 林青霞   | Lín, Qīngxiá    | Neu-Taipeh | 1954–     | Hongkong Taiwan                 | Taipeh     | Schauspielerin |      |       | Autorin                                  |
| 58 | Sammo Hung Kam Po        | 洪金寶   | Hóng, Jīnbǎo    | Hongkong   | 1952–     | Hongkong Vereinigte Staaten     | Hongkong   | Schauspieler   |      |       | Regisseur, Stuntman                      |
| 59 | Jackie Chan              | 成龍     | Chéng, Lóng     | Hongkong   | 1954–     | Hongkong                        | Hongkong   | Schauspieler   |      |       | Regisseur, Stuntman                      |
| 60 | John Woo Yu Sum          | 吳宇森   | Wú, Yǔsēn       | Guangzhou  | 1946–     | Hongkong                        | Hongkong   | Regisseur      |      |       | Drehbuchautor                            |
| 61 | Yuen Woo Ping            | 袁和平   | Yuán, Hépíng    | Guangzhou  | 1945–     | Hongkong                        | Hongkong   | Regisseur      |      |       | Martialart-Choreograf                    |
| 62 | Ann Hui On Wah           | 許鞍華   | Xǔ, Ānhuá       | Anshan     | 1947–     | Hongkong                        | Hongkong   | Regisseurin    |      |       | Drehbuchautorin                          |
| 63 | Tsui Hark                | 徐克     | Xú, Kè          | Saigon     | 1950–     | Hongkong                        | Hongkong   | Regisseur      |      |       | Drehbuchautor, Produzent                 |
| 64 | Chow Yun-Fat             | 周潤發   | Zhōu, Rùnfā     | Hongkong   | 1955–     | Hongkong                        | Hongkong   | Schauspieler   |      |       | —                                        |
| 65 | Leslie Cheung Kwok Wing  | 張國榮   | Zhāng, Guóróng  | Hongkong   | 1956–2003 | Hongkong                        | Hongkong   | Schauspieler   |      |       | Sänger, Songwriter                       |
| 66 | Andy Lau Tak Wah         | 劉德華   | Liú, Déhuá      | Hongkong   | 1961–     | Hongkong                        | Hongkong   | Schauspieler   |      |       | Sänger, Regisseur                        |
| 67 | Jet Li                   | 李連杰   | Lǐ, Liánjié     | Peking     | 1963–     | Singapur                        | Singapur   | Schauspieler   |      |       | Kampfkünstler, Unternehmer               |
| 68 | Maggie Cheung            | 張曼玉   | Zhāng, Mànyù    | Hongkong   | 1964–     | Hongkong Vereinigtes Konigreich | Hongkong   | Schauspielerin |      |       | Sängerin                                 |
| 69 | Anita Mui Yim Fong       | 梅艷芳   | Méi, Yànfāng    | Hongkong   | 1963–2003 | Hongkong                        | Hongkong   | Schauspielerin |      |       | Sängerin                                 |
| 70 | Tony Leung Chiu Wai      | 梁朝偉   | Liáng, Cháowěi  | Hongkong   | 1962–     | Hongkong Vereinigtes Konigreich | Hongkong   | Schauspieler   |      |       | —                                        |
| 71 | Michelle Yeoh Choo Kheng | 楊紫瓊   | Yáng, Zǐqióng   | Ipoh       | 1963–     | Malaysia                        | Paris      | Schauspielerin |      |       | —                                        |
| 72 | Wong Kar-wai             | 王家衛   | Wáng, Jiāwèi    | Shanghai   | 1958–     | Hongkong Vereinigtes Konigreich | Hongkong   | Regisseur      |      | —     | Drehbuchautor                            |
| 73 | Stephen Chow             | 周星馳   | Zhōu, Xīngchí   | Hongkong   | 1962–     | Hongkong                        | Hongkong   | Regisseur      |      | —     | Drehbuchautor, Schauspieler              |
| 74 c | Tsi Lo Lin               | 紫羅蓮   | Zǐ, Luólián     | Guangzhou  | 1924–2015 | Hongkong Vereinigtes Konigreich | Hongkong   | Schauspielerin | —    | —     | Kanton-Oper, Film                        |
| 75 | Lam Kar-sing             | 林家聲   | Lín, Jiāshēng   | Guangzhou  | 1933–2015 | Hongkong Kanada                 | Hongkong   | Schauspieler   | —    | —     | Kanton-Oper                              |
| 76 | Wong Tin Lam             | 王天林   | Wáng, Tiānlín   | Shanghai   | 1927–2010 | Hongkong                        | Hongkong   | Regisseur      | —    |       | Drehbuchautor, Produzent                 |
| 77 | Bow Fong                 | 鮑方     | Bào, Fāng       | Nanchang   | 1922–2006 | Hongkong                        | Hongkong   | Schauspieler   | —    |       | Regisseur                                |
| 78 | Lau Kar Leung            | 劉家良   | Liú, Jiāliáng   | Guangzhou  | 1934–2013 | Hongkong                        | Hongkong   | Regisseur      | —    | —     | Martialart-Choreograf                    |
| 79 | Shek Wai                 | 石慧     | Shí, Huì        | Nanking    | 1934–     | Hongkong Kanada                 | Vancouver  | Schauspielerin | —    | —     | —                                        |
| 80 | Fu Chi                   | 傅奇     | Fù, Qí          | Liaoyang   | 1929–     | Hongkong Kanada                 | Vancouver  | Schauspieler   | —    | —     | Bauingenieur, Unternehmer                |
| 81 | Grace Chang              | 葛蘭     | Gě, Lán         | Nanking    | 1933–     | Hongkong                        | Hongkong   | Schauspielerin |      | —     | Sängerin                                 |
| 82 | Patsy Kar Ling           | 嘉玲     | Jiā, Líng       | Foshan     | 1935–2022 | Hongkong Thailand               | Bangkok    | Schauspielerin | —    | —     | —                                        |
| 83 | Kwan Shan                | 關山     | Guān, Shān      | Shenyang   | 1933–2012 | Hongkong Vereinigte Staaten     | USA        | Schauspieler   | —    | —     | Unternehmer, Regisseur                   |
| 84 d | Lo Wei                   | 羅維     | Luó, Wéi        | Jiangsu    | 1918–1996 | Hongkong                        | Hongkong   | Regisseur      | —    | —     | Schauspieler, Produzent                  |
| 85 | Tong Kai                 | 唐佳     | Táng, Jiā       | Zhongshan  | 1937–     | Hongkong                        | Hongkong   | Regisseur      | —    | —     | Martialart-Choreograf                    |
| 86 | Nieh Kong                | 倪匡     | Ní, Kuāng       | Shanghai   | 1935–     | Hongkong Vereinigte Staaten     | Hongkong   | Drehbuchautor  |      |       | Romanautor, Kritiker                     |
| 87 | James Wong Jim           | 黃霑     | Huáng, Zhān     | Guangzhou  | 1941–2004 | Hongkong                        | Hongkong   | Komponist      | —    |       | Texter, Drehbuchautor                    |
| 88 | Karl Maka                | 麥嘉     | Mài, Jiā        | Taishan    | 1944–     | Hongkong Vereinigte Staaten     | New York   | Schauspieler   |      | —     | Regisseur, Drehbuchautor                 |
| 89 | Eric Tsang Chi Wai       | 曾志偉   | Zēng, Zhìwěi    | Hongkong   | 1953–     | Hongkong                        | Hongkong   | Schauspieler   |      |       | Regisseur                                |
| 90 | Chang Suk Ping           | 張叔平   | Zhāng, Shūpíng  | Hongkong   | 1953–     | Hongkong                        | Hongkong   | Filmeditor     | —    | —     | Kostümbildner, Szenenbildner             |
| 91 | Tony Leung Ka-fai        | 梁家輝   | Liáng, Jiāhuì   | Hongkong   | 1958–     | Hongkong                        | Hongkong   | Schauspieler   | —    |       | Produzent                                |
| 92 | Anthony Wong Chau Sang   | 黃秋生   | Huáng, Qiūshēng | Hongkong   | 1961–     | Hongkong Vereinigtes Konigreich | Hongkong   | Schauspieler   |      |       | Regisseur, Musiker                       |
| 93 | Cecilia Cheung Pak Chi   | 張柏芝   | Zhāng, Bǎizhī   | Hongkong   | 1980–     | Hongkong Australien             | Hongkong   | Schauspielerin |      |       | Sängerin                                 |
| 94 e | Lai Pak-hoi              | 黎北海   | Lí, Běihǎi      | Jiangmen   | 1889–1955 | Hongkong                        | Guangzhou  | Regisseur      | —    | —     | Drehbuchautor, Schauspieler              |
| 95 | Kenneth Tsang            | 曾江     | Zēng, Jiāng     | Shanghai   | 1934–2022 | Hongkong Singapur               | Hongkong   | Schauspieler   | —    |       | —                                        |
| 96 | Sylvia Chang             | 張艾嘉   | Zhāng, Àijiā    | Dalin      | 1953–     | Hongkong Taiwan                 | Hongkong   | Schauspielerin |      |       | Regisseurin, Autorin                     |
| 97 | Jacky Cheung             | 張學友   | Zhāng, Xuéyǒu   | Hongkong   | 1961–     | Hongkong                        | Hongkong   | Schauspieler   |      |       | Sänger                                   |
| 98 | Sean Lau Ching Wan       | 劉青雲   | Liú, Qīngyún    | Hongkong   | 1964–     | Hongkong                        | Hongkong   | Schauspieler   |      | —     | —                                        |
| 99 | Aaron Kwok Fu Shing      | 郭富城   | Guō, Fùchéng    | Hongkong   | 1965–     | Hongkong                        | Hongkong   | Schauspieler   |      | —     | Sänger, Tänzer                           |
| 100 | Gong Li                  | 巩俐     | Gǒng, Lì        | Shenyang   | 1965–     | Singapur                        | Frankreich | Schauspielerin |      | —     | —                                        |
| 101 | Leon Lai Ming            | 黎明     | Lí, Míng        | Hongkong   | 1966–     | Hongkong                        | Hongkong   | Schauspieler   |      |       | Sänger, Regisseur                        |
| 102 f | Deanie Ip Tak Han        | 葉德嫻   | Yè, Déxián      | Hongkong   | 1947–     | Hongkong Vereinigte Staaten     | Hongkong   | Schauspielerin |      | —     | Sängerin                                 |
| 103 | Simon Yam Tat Wah        | 任達華   | Rèn, Dáhuá      | Hongkong   | 1955–     | Hongkong                        | Hongkong   | Schauspieler   |      | —     | —                                        |
| 104 | Kara Hui Ying Hung       | 惠英紅   | Huì, Yīnghóng   | Hongkong   | 1960–     | Hongkong                        | Hongkong   | Schauspielerin |      |       | —                                        |
| 105 | Carina Lau Ka Ling       | 劉嘉玲   | Liú, Jiālíng    | Suzhou     | 1965–     | Hongkong Kanada                 | Hongkong   | Schauspielerin |      | —     | Sängerin                                 |
| 106 | Louis Koo Tin Lok        | 古天樂   | Gǔ, Tiānlè      | Hongkong   | 1970–     | Hongkong                        | Hongkong   | Schauspieler   |      | —     | Sänger, Unternehmer                      |
| 107 | Nicholas Tse Ting Fung   | 謝霆鋒   | Xiè, Tíngfēng   | Hongkong   | 1980–     | Hongkong Kanada                 | Hongkong   | Schauspieler   |      | —     | Sänger, Songwriter                       |
| 108 g | Cecilia Yip Tung         | 葉童     | Yè, Tóng        | Hongkong   | 1963–     | Hongkong                        | Hongkong   | Schauspielerin | —    | —     | —                                        |
| 109 | Dodo Cheng Yu Ling       | 鄭裕玲   | Zhèng, Yùlíng   | Hongkong   | 1957–     | Hongkong Kanada                 | Hongkong   | Schauspielerin |      | —     | Fernseh-, Radiomoderatorin               |
| 110 | Anita Yuen Wing Yi       | 袁詠儀   | Yuán, Yǒngyí    | Hongkong   | 1971–     | Hongkong Australien             | Hongkong   | Schauspielerin | —    | —     | Sängerin                                 |
| 111 | Sandra Ng Kwan Yue       | 吳君如   | Wú, Jūnrú       | Hongkong   | 1965–     | Hongkong                        | Hongkong   | Schauspielerin |      | —     | Sängerin, Fernsehmoderatorin             |
| 112 | Helena Law Lan           | 羅蘭     | Luó, Lán        | Hongkong   | 1934–     | Hongkong                        | Hongkong   | Schauspielerin |      | —     | Fernsehmoderatorin                       |
| 113 | Nina Paw Hee Ching       | 鮑起靜   | Bào, Qǐjìng     | Hongkong   | 1949–     | Hongkong Vereinigtes Konigreich | Hongkong   | Schauspielerin | —    | —     | Fernsehmoderatorin                       |
| 114 | Miriam Yeung Chin Wah    | 楊千嬅   | Yáng, Qiānhuà   | Hongkong   | 1974–     | Hongkong Vereinigtes Konigreich | Hongkong   | Schauspielerin |      | —     | Sängerin                                 |
| 115 | Teresa Mo Shun Kwan      | 毛舜筠   | Máo, Shùnjūn    | Hongkong   | 1960–     | Hongkong Kanada                 | Hongkong   | Schauspielerin |      | —     | Moderatorin                              |
| – | McDull                   | 麥兜     | Mài, Dōu        | Hongkong   | 1995–     | Hongkong                        | Hongkong   | Cartoonfigur   |      | —     | „Geht in den Kindergarten“               |
| Quelle: The Avenue of Stars Anmerkung: a Die Schreibung der Namen der Geehrten entspricht der offizielle Schreibung auf den Plaketten von der Avenue of Stars in Hongkong. Alle chinesische Namen der Geehrten alle in Langzeichen. b Geehrten 1–73 gehören zur ersten Kandidatenliste im Eröffnungsjahr 2004. c Geehrten 74–83 gehören der zweiten Kandidatenliste im November 2005. d Geehrten 84–93 gehören der dritten Kandidatenliste im November 2006. e Geehrten 94–101 gehören der vierten Kandidatenliste im Juni 2007. f Geehrten 102–107 gehören der fünften Kandidatenliste im August 2012. McDulls Statue wurde am 28. Juli 2012 eingeweiht. g Geehrten 108–115 gehören der sechsten Kandidatenliste im Januar 2019. |                          |          |                 |            |           |                                 |            |                |      |       |                                          |